# Dicranota hirtitergata
Dicranota hirtitergata är en tvåvingeart som beskrevs av Evgenyi Nikolayevich Savchenko 1979. Dicranota hirtitergata ingår i släktet Dicranota och familjen hårögonharkrankar. Inga underarter finns listade i Catalogue of Life.